# Александро-Невская церковь (Тбилиси)
Церковь святого благоверного Александра Невского (груз. წმიდა ალექსანდრე ნეველის სახელობის რუსული ეკლესია; в обиходе часто именуется «русской церковью») — приходской храм Мцхетско-Тбилисской епархии Грузинской православной церкви, расположенный в столице Грузии, на улице Марджанишвили.
Наряду с храмом Святого Владимира в районе Вера является одной из двух церквей в Тбилиси, где богослужение полностью совершается на церковнославянском языке.

## История
Построена в 1864 году на пожертвования верующих, дополнительно к которым Святейший Синод выделил 5 000 рублей. В 1886 году к церкви была пристроена колокольня. Есть две трапезных: Александра Невского и Николая Чудотворца, которая была построена в 1900 году в честь императора Николая II. В 1913 году рядом с церковью возвели часовню в честь 300-летия династии Романовых.
В церкви находится несколько святынь: частицы мощей Марии Магдалины, святой Нины, святителя Николая, святого Шио Мгвимского и др.
С 1950 до 1985 года настоятелем храма был митрополит Зиновий (Мажуга), который погребён у северной стены храма.
С 1985 до 2000 года настоятелем был протоиерей Михаил (Диденко), принявший монашеский постиг (монашеское имя Максим) и сан архимандрита перед своей смертью. Захоронен во дворе храма.
С 1970-х годов в церкви подвизался старец схиархимандрит Виталий (Сидоренко); погребён во дворе, у алтаря.